# Derrame de petróleo en Lobitos de 2024
El derrame de petróleo en Lobitos ocurrió el 21 de diciembre de 2024 durante las maniobras previas al embarque de petróleo en el buque Polyaigos en el terminal submarino de la Refinería de Talara, administrada por Petroperú, en el distrito de Lobitos, provincia de Talara, departamento de Piura, en Perú. La presencia de hidrocarburos fue detectada durante el desplazamiento en la línea submarina. Este evento ha afectado cinco playas del distrito de Lobitos y causó graves daños al ecosistema marino-costero, afectando la biodiversidad y generando impactos económicos y sociales significativos.

## Hechos
El 20 de diciembre de 2024, la empresa Petroperú inició operaciones en el Terminal Multiboyas de Punta Arenas durante la tarde con el objetivo de embarcar hidrocarburos en un buque en el terminal submarino de la Refinería Talara. Sin embargo, mientras esperaban la certificación para comenzar la carga en la noche, se reportó una mancha de origen desconocido, lo que llevó a la empresa a activar el plan de contingencia e iniciar una investigación. Como resultado, al menos 10 000 metros cuadrados de mar y un tramo de 10 kilómetros del litoral fueron contaminados, afectando playas como Las Capullanas, El Anchón, Las Dos Piernas, Yapato y La Bola, importantes destinos turísticos de la región.
El derrame contaminó las zonas rocosas donde los pescadores artesanales recolectan mariscos y pescan, además de la arena y mar de las playas turísticas de la costa del distrito de Lobitos.

### Impacto ambiental

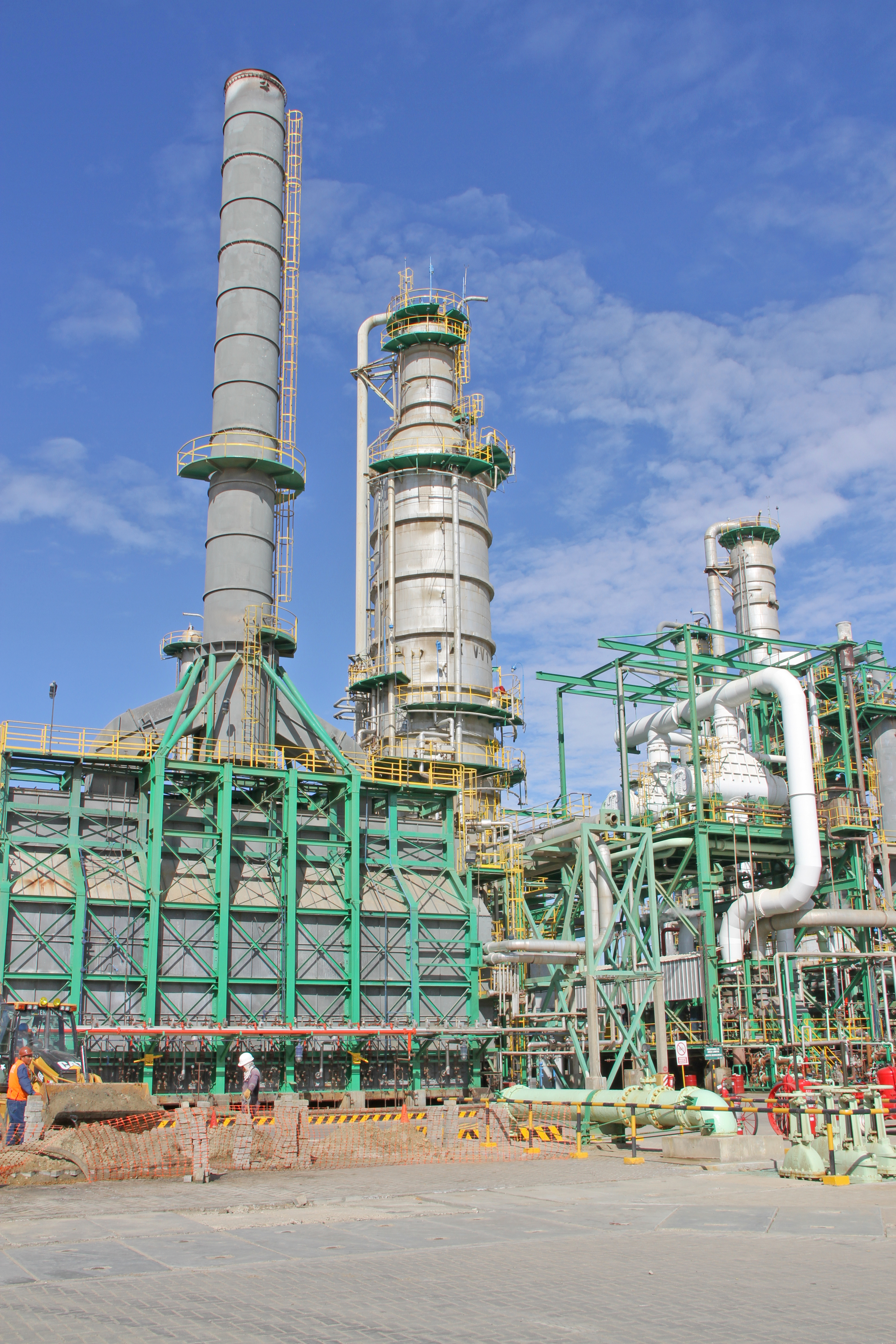
Refinería de Talara, perteneciente a Petroperú.

El derrame de petróleo afectó a diversas especies marinas, como tortugas golfinas, delfines, cangrejos, pulpos y peces, siendo las tortugas golfinas, clasificadas como vulnerables, especialmente susceptibles a la mortalidad por contacto con hidrocarburos.  Veterinarios y biólogos del Servicio Nacional Forestal y de Fauna Silvestre (Serfor) trabajaron en el rescate y rehabilitación de los animales afectados. Además, pescadores locales reportaron muertes de delfines y otras especies marinas, mientras que imágenes en redes sociales mostraron el crudo afectando áreas críticas como las de anidación de tortugas y ecosistemas bentónicos. La contaminación también alcanzó zonas rocosas donde crece el percebe, una especie importante para el equilibrio ecológico. La Municipalidad Distrital de Lobitos confirmó que cangrejos, pulpos y otras especies también fueron afectadas.

## Respuesta de las autoridades
Petroperú informó que controló la situación e implementó protocolos de limpieza, pero el alcalde de Lobitos, Ricardo Bancayán, acusó a la empresa de minimizar el impacto del derrame. En respuesta, la Municipalidad Distrital de Lobitos, el Organismo de Evaluación y Fiscalización Ambiental (OEFA), el Servicio Nacional de Áreas Naturales Protegidas por el Estado (SERNANP) y la Fiscalía Especializada en Materia Ambiental iniciaron investigaciones para determinar responsabilidades. Representantes del INDECI, autoridades locales y otras instituciones visitaron la playa Las Capullanas, donde constataron el impacto ambiental y social. El INDECI sugirió al municipio elaborar un registro oficial de las personas afectadas para coordinar las acciones de respuesta, y se realizó una reunión en la Municipalidad de Lobitos para identificar las necesidades de la población y mejorar la coordinación interinstitucional.

## Esfuerzos de rehabilitación
El Serfor, en coordinación con instituciones locales y nacionales, aplicó la "Guía para el manejo de fauna silvestre ante eventos de derrame de hidrocarburos en el ámbito marino costero", implementada por primera vez en 2022 tras el derrame de petróleo en el Callao. Este protocolo incluye procedimientos para el rescate, atención, rehabilitación y liberación de animales afectados.

## Consecuencias económicas y sociales
El derrame tuvo un impacto negativo en el turismo y la pesca, principales actividades económicas de la región. Las playas afectadas, como Las Capullanas y La Bola, son destinos clave para el turismo en el norte del Perú. Las comunidades locales, dependientes del mar para su subsistencia, enfrentan serias dificultades debido a la contaminación.
El representante del Gremio de Pescadores Artesanales de Lobitos, Jorge Periche, señaló que el derrame de petróleo les afecta económicamente, ya que no han podido salir a pescar durante estos días, sin por lo que solicitan una indemnización a Petroperú.